# Pandu Asmoro Galar
Pandu Asmoro Galar (* 1983 Surabaja) je reprezentant Indonésie ve sportovním lezení, mistr Asie v lezení na rychlost.

## Výkony a ocenění
- 2011: dvě medaile na závodech světového poháru (účastnil se jen dvou), celkem 11. místo
- 2015: po deseti letech byl podruhé mistrem Asie

## Závodní výsledky
| Světový pohár | Světový pohár | Světový pohár |
| Rok           | 2011          | 2016          |
| ------------- | ------------- | ------------- |
| Rychlost      | 11            | 30            |
| jednotlivě*   | ,             | ,11,17,       |
| nejlepší čas  |               |               |

* poznámka: nalevo jsou poslední závody v roce
| Mistrovství Asie | Mistrovství Asie | Mistrovství Asie | Mistrovství Asie | Mistrovství Asie |
| Rok              | 2004             | 2005             | 2009             | 2015             |
| ---------------- | ---------------- | ---------------- | ---------------- | ---------------- |
| Obtížnost        | —                | 30               | —                | —                |
| Rychlost         | 8                | 1                | 15               | 1                |
| nejlepší čas     | —                | —                | 10.13            | 6.75             |
| Bouldering       | —                | —                | 26               | —                |